# Sonia Ganassi
Sonia Ganassi (Reggio nell'Emilia, 8 giugno 1966) è un mezzosoprano italiano.
Si è distinta particolarmente nel repertorio belcantistico del primo Ottocento italiano (Rossini, Bellini, Donizetti).

## Biografia
Dopo aver vinto nel 1990 a Spoleto il concorso A. Belli, ha iniziato la sua carriera a Roma nel 1992, nel Barbiere di Siviglia di Gioachino Rossini.
Da allora svolge un'attività molto intensa nei principali teatri internazionali, spaziando dal già citato Rossini ad autori del Settecento (Mozart), dell'Ottocento (Bellini, Donizetti, Bizet, Verdi) e perfino del Novecento.
Recentemente ha ampliato tipologicamente il repertorio con l'inserimento di ruoli rossiniani sopranili: la protagonista di Elisabetta, regina d'Inghilterra (ROF, 2004), Elena de La donna del lago (Rossini in Wildbad, 2006), Elcia del Mosè in Egitto (ROF, 2011) e soprattutto Ermione (ROF, 2008), contribuendo così alla riproposizione ideale della vocalità di Isabella Colbran, prima moglie di Rossini, passata al registro di soprano dopo l'esordio come contralto, che è stata poi spesso qualificata, utilizzando la terminologia moderna, come mezzosoprano acuto. 
Il 2 agosto 2010 ha debuttato nell'opera barocca interpretando un altro ruolo sopranile, la protagonista della Rodelinda di Georg Friedrich Haendel, al 36º Festival della Valle d'Itria, in Martina Franca.
Ha cantato sotto la direzione di Claudio Abbado, Riccardo Chailly, Riccardo Muti, Chung Myung-whun, Wolfgang Sawallisch, Antonio Pappano ed altri importanti maestri. È attiva anche in ambito concertistico, con un repertorio che si estende da Vivaldi sino al Novecento (Stravinskij, Berg).
Ha ricevuto il Premio Franco Abbiati della critica musicale italiana (XVIII edizione - stagione 1997-98) per la sua interpretazione di Zayda nel Dom Sébastien di Donizetti. Recentemente le è stato assegnato dalla Società Catanese Amici della Musica il premio "Bellini d'oro" (2009), per le sue eccellenti interpretazioni dei personaggi di Adalgisa in Norma e di Romeo ne I Capuleti e i Montecchi, nonché il Premio Internazionale "Franco Corelli" (settima edizione, anno 2011) riferito alla Stagione Lirica 2009/10, per le sue esibizioni nel dittico composto da Hin und Zurück di Paul Hindemith e da L'heure espagnole di Ravel, prodotto e messo in scena dalla Fondazione Teatro delle Muse di Ancona.

## Cronologia
Questa è una cronologia sommaria dell'attività artistica di Sonia Ganassi nei teatri di tutto il mondo.
Al Teatro La Fenice di Venezia nel 1993 è Sinaide nella vecchia edizione italiana del Mosè di Rossini, con Ruggero Raimondi e Luciana Serra, nel 1995 Rosina ne Il barbiere di Siviglia con Rockwell Blake e Simone Alaimo, nel 2003 canta il Te Deum, inno di Antonio Caldara con Patrizia Ciofi e Sara Mingardo diretta da Riccardo Muti e nel 2015 Romeo ne I Capuleti e i Montecchi con Jessica Pratt.
Al Wiener Staatsoper nel 1993 è Rosina ne Il barbiere di Siviglia diretta da Marcello Viotti.
Al Teatro Comunale di Firenze nel 1993 è Angelina ne La Cenerentola diretta da Bruno Campanella con Bruno Praticò e Giorgio Surjan e nel 1996 Zanetto.
Nel 1994 è Angelina ne La Cenerentola al Teatro Verdi (Trieste), Rosina ne Il barbiere di Siviglia al Teatro Verdi (Firenze) ed Isabella ne L'italiana in Algeri diretta da Donato Renzetti con Valentina Valente, Bruce Ford ed Alessandro Corbelli nel Teatro Massimo Vincenzo Bellini.
Per la Scala nel 1994 canta la Juditha trimphans di Vivaldi con i Solisti Veneti diretta da Claudio Scimone con Bernadette Manca di Nissa, nel 1995 è Nicklausse/La Muse in Les contes d'Hoffmann diretta da Riccardo Chailly, nel 1998 Maffio Orsini nella Lucrezia Borgia con Michele Pertusi, Renée Fleming, Marcello Giordani e Carlo Bosi diretta da Gianluigi Gelmetti, nel 1999 Rosina nel Barbiere di Siviglia con Juan Diego Flórez e Roberto Frontali, nel 2001 Angelina nella prima di Cenerentola con Corbelli e Pertusi diretta da Campanella e canta nello Stabat Mater di Rossini con Mariella Devia e Florez diretta da Muti nel Palazzo dei congressi di Bucarest e nel Grand Theatre di Poznań, il 7 dicembre 2003 Sinaïde in Moïse et Pharaon con Giuseppe Filianoti e Barbara Frittoli diretta da Muti nella serata d'inaugurazione della stagione d'opera, nel 2005 ancora Angelina nella prima di Cenerentola ripresa dalla RAI, nel 2009 il Requiem di Verdi nella Sala Santa Cecilia del Auditorium Parco della Musica di Roma, nella Salle Pleyel di Parigi con Jonas Kaufmann ed alla Scala diretta da Daniel Barenboim, nel 2010 canta di nuovo il Requiem di Verdi nella trasferta al Teatro Colón di Buenos Aires e tiene un recital alla Scala e nel 2013 Cuniza in Oberto, Conte di San Bonifacio con Pertusi.
Al Rossini Opera Festival di Pesaro nel 1995 è Emma in Zelmira con Surjan, la Devia e Ford, nel 1997 Rosina nel Barbiere di Siviglia con Praticò e nel 2000 Angelina nella Cenerentola con Florez, Sonia Prina, Nicola Ulivieri e Carlo Rizzi (direttore d'orchestra), oltreché, come già accennato nella biografia, Elisabetta, con la direzione di Renato Palumbo nel 2004, Ermione, con Gregory Kunde e la direzione di Roberto Abbado nel 2008, ed Elcia nel 2011, ancora sotto la direzione di Abbado.
Debutta al Teatro Filarmonico di Verona nel 1996 come Angelina ne La Cenerentola.
Al Grand Théâtre di Ginevra nel 1997 è Angelina ne La Cenerentola con Enzo Dara e nel 2008 tiene un recital.
Al Metropolitan Opera House di New York debutta nel 1997 come Rosina nel Barbiere di Siviglia con Vladimir Černov, Ford, Paul Plishka, Surjan e Charles Anthony Caruso.
All'Opéra National de Paris nel 1998 è Angelina nella Cenerentola con Dara e Simon Keenlyside e nel 2000 Adalgisa in Norma con June Anderson e Giacomo Prestia.
Al San Francisco Opera nel 1999 debutta il ruolo di Leonora di Guzman ne La favorita.
Al Royal Opera House, Covent Garden di Londra nel 2000 è Angelina nella Cenerentola con Pertusi e Florez, nel 2001 Romeo ne I Capuleti e i Montecchi con Lorenzo Regazzo, nel 2002 Sara in Roberto Devereux e nel 2008 la Principessa Eboli in Don Carlo con Rolando Villazón, Robert Lloyd e Ferruccio Furlanetto diretta da Antonio Pappano.
A Bilbao nel 2003 è Adalgisa in Norma con la Anderson.
Al Wiener Staatsoper torna nel 2006 come Sara in Roberto Devereux con Edita Gruberová e Joseph Calleja e nel 2013 Giovanna Seymour in Anna Bolena.
All'Opéra de Lione nel 2008 è Giovanna Seymour in Anna Bolena e nel 2013 Adalgisa in Norma.
Nel 2010 è Sara in Roberto Devereux al Teatro dell'Opera di Roma con Alberto Gazale diretta da Campanella.
Al Washington National Opera nel 2012 è Giovanna in Anna Bolena.
Nel 2012 è Giovanna Seymour in Anna Bolena nel Tokyo Bunka Kaikan e all'Opera di Stato della Baviera e Donna Elvira in Don Giovanni nel Teatro Carlo Felice di Genova.
Nel 2013 all'Opéra municipal de Marseille è Amneris in Aida, nell'Opera di Stato della Baviera Maffio Orsini nella Lucrezia Borgia con Franco Vassallo, al Teatro Real di Madrid Sara in Roberto Devereux, al Théâtre des Champs-Élysées di Parigi canta il Requiem di Verdi con Matti Salminen ed Adalgisa in Norma, al Ravenna Festival, al Teatro dell'Opera ed al Théâtre des Champs-Elysées ed al Festival di Salisburgo Fenena in Nabucco con Francesco Meli e Riccardo Zanellato diretta da Muti ed al Münchner Opern-Festspiele la Principessa Eboli in Don Carlo con Kaufmann ed Anja Harteros diretta da Zubin Mehta.
Nel 2014 è Elisabetta in Maria Stuarda con la Devia al Teatro Filarmonico, Carmen al Teatro Carlo Felice, Fenena in Nabucco diretta da Muti a Tokyo, Amneris in Aida con Fiorenza Cedolins allo Sferisterio di Macerata, Adalgisa in Norma con Roberto Scandiuzzi a Pechino ed a Macao e la Principessa Eboli in Don Carlo a Tokyo.
Nel 2015 è Adalgisa in Norma a Siviglia e Sara in Roberto Devereux con Edita Gruberová al Bayerische Staatsoper.
Il 31 ottobre del 2019 debutta il ruolo di Lady Macbeth al Teatro Lirico di Cagliari, un debutto importante in questo suo trentesimo anno di carriera. 

## Repertorio
| Ruolo                      | Titolo                           | Autore      |
| -------------------------- | -------------------------------- | ----------- |
| Lady Pamela                | Fra Diavolo                      | Auber       |
| Isoletta                   | La straniera                     | Bellini     |
| Romeo Montecchi            | I Capuleti e i Montecchi         | Bellini     |
| Teresa                     | La sonnambula                    | Bellini     |
| Adalgisa                   | Norma                            | Bellini     |
| Marguerite                 | La damnation de Faust            | Berlioz     |
| Carmen                     | Carmen                           | Bizet       |
| Principessa di Bouillon    | Adriana Lecouvreur               | Cilea       |
| Geneviève                  | Pelléas et Mélisande             | Debussy     |
| Elisa                      | Enrico di Borgogna               | Donizetti   |
| Giovanna Seymour           | Anna Bolena                      | Donizetti   |
| Maffio Orsini              | Lucrezia Borgia                  | Donizetti   |
| Elisabetta I               | Maria Stuarda                    | Donizetti   |
| Sara                       | Roberto Devereux                 | Donizetti   |
| Leonore de Guzman          | La favorite                      | Donizetti   |
| La Marquise de Berkenfield | La fille du régiment             | Donizetti   |
| Pierotto                   | Linda di Chamounix               | Donizetti   |
| Zayda                      | Dom Sébastien                    | Donizetti   |
| Rodelinda                  | Rodelinda                        | Händel      |
| Helene                     | Hin und zurück                   | Hindemith   |
| Santuzza                   | Cavalleria rusticana             | Mascagni    |
| Zanetto                    | Zanetto                          | Mascagni    |
| Chimène                    | Le Cid                           | Massenet    |
| Charlotte                  | Werther                          | Massenet    |
| Idamante                   | Idomeneo, Re di Creta            | Mozart      |
| Cherubino                  | Le nozze di Figaro               | Mozart      |
| Donna Elvira               | Don Giovanni                     | Mozart      |
| Dorabella                  | Così fan tutte                   | Mozart      |
| Nicklausse                 | Les contes d'Hoffmann            | Offenbach   |
| Zita                       | Gianni Schicchi                  | Puccini     |
| Conception                 | L'Heure espagnole                | Ravel       |
| Siveno                     | Demetrio e Polibio               | Rossini     |
| Isabella                   | L'italiana in Algeri             | Rossini     |
| Sigismondo                 | Sigismondo                       | Rossini     |
| Elisabetta                 | Elisabetta, Regina d'Inghilterra | Rossini     |
| Rosina                     | Il barbiere di Siviglia          | Rossini     |
| Angelina                   | La Cenerentola                   | Rossini     |
| Elcìa                      | Mosè in Egitto                   | Rossini     |
| Ermione                    | Ermione                          | Rossini     |
| Elena                      | La donna del lago                | Rossini     |
| Emma                       | Zelmira                          | Rossini     |
| Sinaïde                    | Moïse et Pharaon                 | Rossini     |
| Jocasta                    | Oedipus rex                      | Stravinskij |
| Cuniza                     | Oberto, Conte di San Bonifacio   | Verdi       |
| Fenena                     | Nabucco                          | Verdi       |
| Lady Macbeth               | Macbeth                          | Verdi       |
| Preziosilla                | La forza del destino             | Verdi       |
| Principessa d'Eboli        | Don Carlo                        | Verdi       |
| Amneris                    | Aida                             | Verdi       |

## Discografia parziale
- Bellini: Norma - Bayerisches Staatsorchester e Coro della Staatsoper di Monaco di Baviera/Friedrich Haider/Edita Gruberová/Zoran Todorovich/Roberto Scandiuzzi/Cynthia Jansen/Markus Herzog, 2006 Deutsche Grammophon
- Mozart: Idomeneo - Orchestra e Coro del Teatro San Carlo di Napoli/Marco Guidarini/Kurt Streit/Iano Tamar/Deyan Vatchkov/Jörg Schneider/Angeles Blancas Gulin/Dario Magnabosco/Antonietta Bellone/Lucia Gaeta/Carmine Durante/Carmine Mennella, 2000 Naxos
- Rossini: Sigismondo -Orchestra del Conservatorio "Francesco Venezze" di Rovigo e Coro dell'Autunno Musicale Trevigiano/Richard Bonynge/Bruno Lazzaretti/Rossella Ragatzu/Giacomo Prestia/Nicoletta Zanini/Filippo Pina, 2013 Bongiovanni
- Rossini: Stabat mater - Orchestra reale del Concertgebouw e Netherlands Radio Choir/Riccardo Chailly/Barbara Frittoli/Giuseppe Sabbatini/Michele Pertusi, 2003 Decca
- Rossini: La Donna del Lago - SWR Rundfunkorchester Kaiserslautern e Coro da camera di Praga/Alberto Zedda/Wojtek Gierlach, 2008 Naxos
- French Opera Arias, 2014 Bongiovanni

## DVD
| Anno | Titolo Ruolo                  | Cast                                                 | Direttore Orchestra e Coro | Etichetta           |
| ---- | ----------------------------- | ---------------------------------------------------- | -------------------------- | ------------------- |
| 2003 | Moïse et Pharaon Sinaide      | Ildar Abdrazakov, Erwin Schrott, Barbara Frittoli    | Riccardo Muti              | TDK                 |
| 2004 | Idomeneo Re di Creta Idamante | Kurt Streit, Iano Tamar, Ángeles Blancas Gulín       | Marco Guidarini            | Dynamic             |
| 2006 | La Cenerentola Angelina       | Antonino Siragusa, Alfonso Antoniozzi, Marco Vinco   | Renato Palumbo             | TDK                 |
| 2006 | Norma Adalgisa                | Edita Gruberová, Zoran Todorovic, Roberto Scandiuzzi | Friedrich Haider           | Deutsche Grammophon |
|      | Don Giovanni Donna Elvira     | Carlos Álvarez, Maria Bayo, José Bros                | Victor Pablo Pérez         | Opus Arte           |
| 2008 | Ermione                       | Gregory Kunde, Antonino Siragusa, Marianna Pizzolato | Roberto Abbado             | Dynamic             |
| 2009 | Maria Stuarda Elisabetta I    | Fiorenza Cedolins, José Bros, Mirco Palazzi          | Fabrizio Maria Carmianti   | Unitel Classica     |
| 2013 | Mosè in Egitto Elcìa          | Riccardo Zanellato, Alex Esposito, Dmitry Korchak    | Roberto Abbado             | Opus Arte           |